# 三木鉄道ミキ180形気動車
三木鉄道ミキ180形気動車（みきてつどうミキ180がたきどうしゃ）は、かつて三木鉄道に在籍した気動車（レールバス）である。

## 製造経緯
1981年6月に第一次特定地方交通線に選定された日本国有鉄道三木線は、1982年2月23日以降6回に渡って実施された転換協議会での議論の結果、第三セクターへの転換による存続が決定した。
この転換協議会は、その内の5回までが三木線と同じく加古川線の支線で、同様に播州鉄道以来の長い歴史を持っていた北条線と同時開催となるなど、鉄道の存廃問題に直面したこのエリアの自治体が揃って強い危機意識を持ち、また歩調を合わせて路線の廃止を迫る日本国有鉄道との交渉に臨んだものであった。
このような経緯を経て、1985年4月1日に三木線は第三セクターの三木鉄道に転換されたが、その転換開業に際しては路線の輸送実態に見合った車両が新造されることとなった。
当時、特定地方交通線に指定され、第三セクターへの転換を実施する路線が気動車を新造する場合には、国鉄キハ37形を祖とし、トップダウンでこれを縮小する方向で開発が進められた新潟鐵工所設計の14m - 18m級2軸ボギー車と、1980年頃から富士重工業が自主的に開発を進めていた、バスの技術を基礎とし、ボトムアップでこれを拡大する方向で開発され、新幹線用保線車両の技術を応用した1軸台車を装着する、LE-Carと呼ばれる11m - 12m級2軸車の2つの選択肢があった。
三木線に先行して転換を果たした各線では、国鉄線への乗り入れを行い併結運転も行う予定であった三陸鉄道（1984年4月転換）と神岡鉄道（1984年9月転換）が新潟鐵工所設計の18m級車を選択し、樽見鉄道（1984年10月転換）が富士重工業製LE-Car IIを選択していた。
もっとも、三木鉄道については輸送規模が元々小さく、その転換前から厳しい経営状況となることが予想されており、車両新造も必要最小限となる2両に絞ることが計画された。そのため、より低コストな運用が期待できるLE-Carが選択されることとなり、以下の2両が新造された。
- ミキ180形ミキ180-101・ミキ180-102

1985年、富士重工業製。
形式の「ミキ」は会社名および路線名の「三木」に、「180」はエンジン出力の180PSにそれぞれ由来し、同時に転換となった近隣の北条鉄道（旧北条線）が新造したフラワ1985形とは基本構造・性能がほぼ同一で車体仕様の一部が異なる姉妹車となる。

## 構造

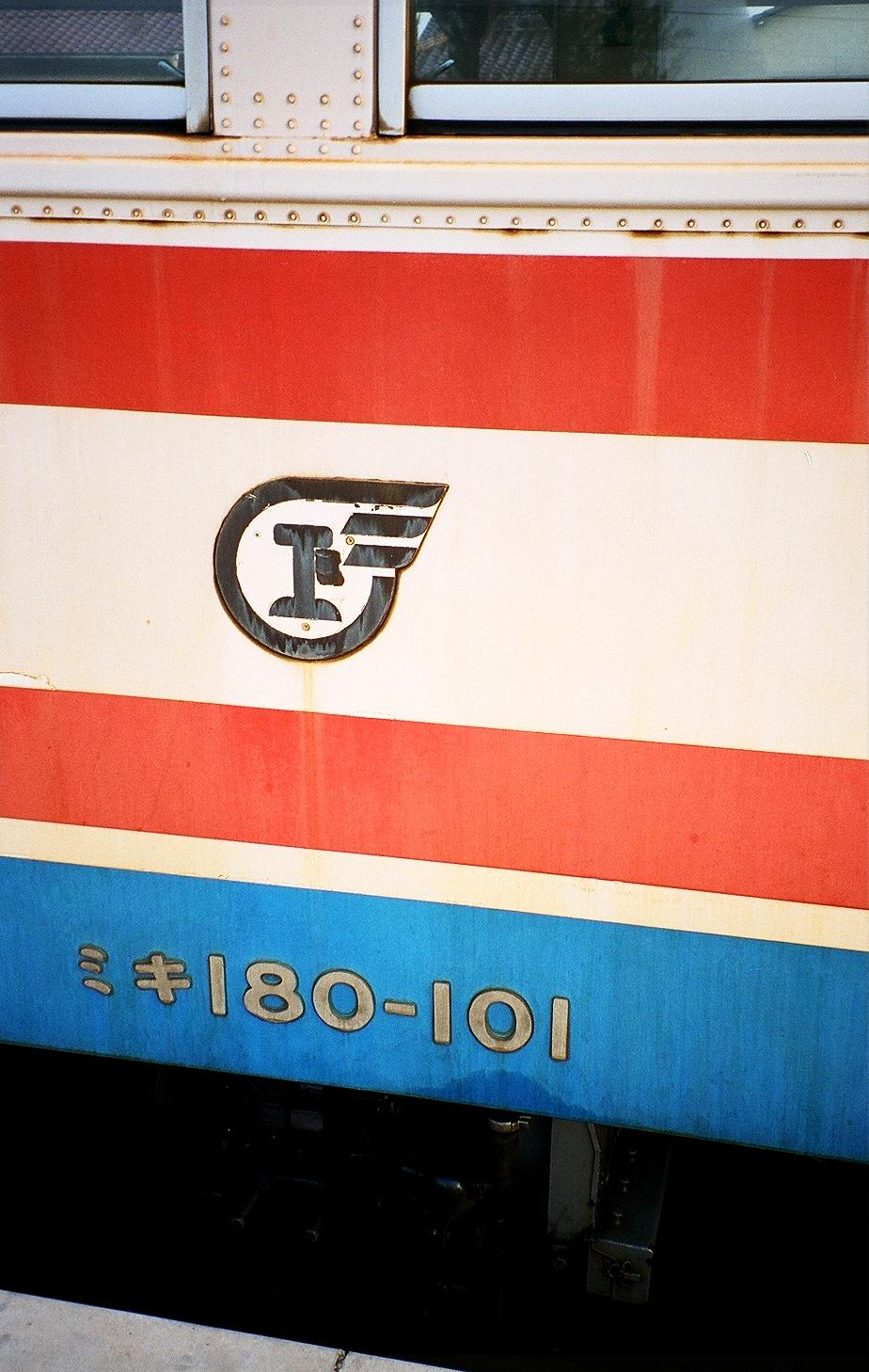
ミキ180-101の側面にあった社紋と車両番号
(2001年撮影)

富士重工業の開発したLE-Car IIと呼ばれる軽快気動車シリーズに属し、バス用部品や構造設計を流用しているのが特徴である。

### 車体
長さ12m級の普通鋼製車体を備える。
その基本構造は、溶接とリベット組み立てを併用しており、当時富士重工業で生産されていた路線バス用車体（15型Eボディ）に類似したエクステリアデザインとなっている。
LE-Car IIの車体構成にはさまざまなメーカーオプションが設定されていたが、本形式はLE-Carとして先行した名古屋鉄道キハ10形（1984年）と同様、側窓は上段下降下段上昇式のアルミユニットサッシにロールアップカーテンを採用、座席もロングシートとし、妻面デザインも観光バスタイプのものを選択した樽見鉄道とは異なり、路線バスタイプとするなど、実用本位の簡素な構成が選択されている。
窓配置はdD4 5D（d：乗務員扉、D：客用扉、数字：窓数）で妻面は貫通路を備えずセンターピラーで分割された大型曲面ガラスによる2枚窓構成となっており、その上部中央に大型方向幕を設置して周囲をブラックアウト、前面窓2枚と連続的なデザインとなるよう配慮している。なお、妻窓の左右両脇にはワンマン運転用のバックミラーを備えている。
客用扉はバス用と共通の2枚折戸を採用し、扉間の側窓は床下から立ち上がる配管を通すために左から4枚目と5枚目の間の窓柱を太くしている。
前照灯と尾灯は、これらを搭載したベースを、前照灯が車体外側に来るような配置にした上で、妻面窓下左右に振り分け搭載している。この設計は名古屋鉄道キハ10形や樽見鉄道ハイモ180形と共通で、当時のLE-Car IIの標準仕様となっていたものである。
なお、北条鉄道フラワ1985形の側面窓は樽見鉄道ハイモ180形と同一の観光バスに多い上段固定下段引き違い窓を選択しており、ミキ180形との外観上の相違点となっている。
塗装は公募により決定されたもので、白地を基調としつつ、窓下に赤帯、車体裾には青帯（三木線沿線を流れる美嚢川を表すとされる）をそれぞれ巻いている。
妻面下部に補重としてスノープラウを装備する。

### 車内
前述のとおり、全席ロングシートであり、車内にトイレは設置されていない。ワンマン運転に対応するため運転室付近に運賃箱・整理券発行機・運賃表示器を備えたほか、三木線からJR西日本加古川線へ乗り継ぐ利用客のため、厄神駅の乗車駅証明書発行機も備えた。
機関直結方式、冷房能力22,000 kcal/hのバス用冷房装置を屋根上中央に搭載する。

### 主要機器
エンジンはLE-Car IIの標準エンジンとして指定されていた、出力180PS / 2200rpm、直列6気筒直噴式横形ディーゼルエンジンのUDトラックス（旧:日産ディーゼル）製PE6Hを装備する。
変速機は変速1段・直結1段構成の神鋼造機シンコウSCAR0.91B液体式変速機で、総括制御による連結運転に対応する。
台車は新幹線の高速保線車両用台車にルーツを持つ、空気ばね式1軸1段リンク式操舵台車である富士重工業FU-30D（動力台車）・FU-30T（付随台車）を各1基ずつ装着する。
この台車は見かけ上は貨車などで見られた2軸台車そのものであるが、リンク機構により輪軸を旋回させることで曲線通過を円滑にする、1軸ボギー台車とでも言うべき設計となっており、これによって鉄道法規の定める4.57mという上限を超える、7mという長大な軸距を備えた2軸車の設計製作が可能となったものであった。
ブレーキは国鉄気動車で標準となっていた自動空気ブレーキではなく、短編成での応答性の良い、SME3管式非常弁付き直通空気ブレーキを搭載する。
基礎ブレーキ装置は両抱き式の踏面ブレーキである。
連結器は小型密着自動連結器を装着する。

## 運用
転換開業以来、三木線内で使用されたが、元々車両寿命を15年程度と短く設定することで低コスト化を実現した車両であったことから、ミキ180-102は開業15周年を目の前にした1999年12月16日朝の運用をもって予定通り新造のミキ300形ミキ300-104と代替される形で廃車、同月27日に解体処分された。
一方、ミキ180-101は1994年頃にはエンジン・変速機・車輪など足回りの機器が著しく消耗し、1994年に新造時と同じ足回りを新造交換したため、開業当時のままなのは車体のみとなっていた。
このため、新造から15年が経過した時点で機器の状態が健全であった同車は延命され、ミキ300形の増備に伴い2002年に廃車となった。廃車後は解体を免れ、加西市内の飲食店に引き取られ店舗の駐車場に保存されたが、2009年に飲食店が閉店し、車両は放置された。その後2013年に新たな飲食店が開店し、車両は物置として使用されている。